# Günther Frasl
Günther Frasl (* 3. Mai 1924 in Wien; † 10. März 2003) war ein österreichischer Geologe und Paläontologe. Er war Professor an der Universität Salzburg.

## Leben
Frasl studierte nach Wehrdienst und Kriegsgefangenschaft ab 1946 Geowissenschaften an der Universität Wien, an der er 1950 bei Leopold Kober promoviert wurde (Der Nordrand des Tauernfensters zwischen Gerlospaß und Habachtal). Danach war er wissenschaftliche Hilfskraft und ab 1955 Assistent bei Alfred Till an der Hochschule für Bodenkultur in Wien, an der er Ingenieurgeologie lehrte und sich 1955 habilitierte (Anzeichen schmelzflüssigen und hochtemperierten Wachstums an den großen Kalifeldspaten einiger Porphyrgranite, Porphyrgranitgneise und Augengneise Österreichs).  1963 wurde er außerordentlicher Hochschulprofessor mit Festanstellung. 1967 wurde er ordentlicher Professor für Geologie und Paläontologie an der neu gegründeten Universität Salzburg und baute dort aus kleinen Anfängen (Unterricht für Lehramtskandidaten) das Institut für Geologie und Paläontologie auf. 1971 zog das Institut um und 1986 nochmals in das neue Gebäude der Naturwissenschaftlichen Fakultät. 1979 wurde das Institut mit dem Institut für Mineralogie und Petrographie zum Institut für Geowissenschaften vereinigt, dem Frasl 1979 bis 1983 und 1985 bis 1987 vorstand. 1990 wurden die Institute wieder getrennt und Frasl war wieder Vorstand des Instituts für Geologie und Paläontologie bis zu seiner Emeritierung 1992.
Ein Schwerpunkt seiner Forschung war regionale Geologie, besonders das Kristallin der Zentralalpen (Stratigraphie des Mittelabschnitts der Hohen Tauern, unter anderem durch Kennzeichnung der vulkanischen Schichten in den fast fossilfreien Schiefern der von ihm eingeführten Habachserie, die er als paläozoisch erkannte) und das Kristallin der Böhmischen Masse (Moldanubikum in Oberösterreich, Mühlviertel, Moravikum im niederösterreichischen Waldviertel) sowie Kristallin-Gerölle führende Schichten in der Flysch-Zone und Klippenzone von Salzburg bis in das Wiener Becken. Das Böhmische Massiv untersuchte er unter anderem deswegen, da sich dort das Granitproblem (Beziehung von Granitintrusionen zur Umgebung) besser studieren ließ als im stark metamorphen und tektonisch umgeformten Zentralkristallin der Hohen Tauern. Er untersuchte auch die Schwerminerale in rezenten Sedimenten im Gebiet des Neusiedler Sees und um Retz. Aus den Auswertungen kristalliner Gerölle schloss er auch auf die Existenz einiger weiterer kristalliner Massen am Nordrand der Ostalpen zwischen Böhmischer Masse und Tauernfenster (Cetisches Massiv). In seiner Habilitation befasste er sich mit der Entstehung von Kalifeldspaten und Rückschlüssen daraus auf die Entstehung (Magmen) von Graniten und ähnlichen Gesteinen (Gneise). In der damaligen Diskussion um die Genese von Graniten trat er für magmatischen Ursprung ein. Von ihm stammen 108 wissenschaftliche Publikationen.
Er war Mitarbeiter am Forschungsschwerpunkt N 25 der österreichischen Hochschulen (Geologischer Tiefbau der Ostalpen), am Schwerpunktprojekt S 15 (Frühalpine Geschichte der Ostalpen) und am IGCP-Projekt 233 (Terranes in the Circum-Atlantic Paleozoic Orogen).
1975 wurde er korrespondierendes Mitglied der Geologischen Bundesanstalt. 1988 wurde er Ehrenmitglied der Österreichischen Geologischen Gesellschaft. 1964 erhielt er den Förderungspreis der Stadt Wien.
1952 heiratete er Elfie Jünger, mit der er eine Tochter hatte.

## Schriften (Auswahl)
- Der heutige Stand der Zentralgneisforschung in den Ostalpen, Min. Mittbl. Joanneum, Graz, Band 2, 1957, S. 41–63
- Zur Seriengliederung der Schiefernhülle in den mittleren Hohen Tauern, Jahresberichte Geolog. Bundesanstalt, 101/3, 1958, S. 323–472
- Exkursion I/2 Mittlere Hohe Tauern, Mitt. Geolog. Ges. Wien 57/1, 1964, S. 17–31
- Die ursprüngliche Basis von Flysch und Ultrahelvetikum in der Umgebung von Salzburg, Jahresberichte 1983 Hochschulschwerpunkt S 15, Graz 1984, S. 37–65
- mit W. Frank: Einführung in die Geologie und Petrographie des Penninikums im Tauernfenster mit besonderer Berücksichtigung des Mittelabschnittes im Oberpinzgau, Land Salzburg, in: Der Aufschluss, Sonderheft 15, 1966, S. 30–58
- mit E. C. Kirchner: Frühalpine basische und ultrabasische Eruptiva aus den Nördlichen Kalkalpen und dem Raum Helvetikum-Klippenzone, Jahresbericht 1980 Hochschulschwerpunkt S 15, Graz, 1981, S. 81–90